# Stephen Pearl Andrews
Stephen Pearl Andrews (22 mars 1812-21 maj 1886) var en amerikansk individualanarkist, abolitionist, lingvist, författare och medlem av den första internationalen
.